# 历史主义学派
历史主义学派（德语：Historismus；意大利语：storicismo）是一种史学理论，创立于19世纪德国，在19世纪和20世纪的欧洲尤其具有影响力。当时，没有一门自然科学、人文科学或哲学科学不以这样或那样的方式反映历史类型的思想（参见比较历史语言学等）。 [1] 
历史主义史学拒绝历史目的论，并将其对历史现象的解释建立在对事件、人物和历史时期的同情和理解（见解释学）的基础上。 历史学家的方法将人类制度（语言、艺术、宗教、法律、国家）的共同观察推向了极限。
代表人物为兰克、约翰·古斯塔夫·德罗伊森，弗里德里希·梅尼克、主张史学方法的本质是“理解”，认为历史非客觀，史家需根据現时的需要與问题，來理解、解释历史。其他著名史家有聚贝尔、达尔曼和特赖齐克等。
普魯士學派，主张由政治关怀变为鼓吹民族主义，通过历史著述论证普鲁士统一德国这一政治使命；崇尚强权政治，不少人走向了沙文主义。但普魯士學派在德意志统一中也成为一批文化先锋，对后来德意志的历史甚至于哲学都留下了非常深的积累。

## 代表人物與作品
- 达尔曼(Friedrich Christoph Dahlmann,1785-1860):《丹麦史》（1840-1843）《英国革命史》（1844）《法国革命史》（1845）
- 聚贝尔(Heinrich Karl Ludolf von Sybel,1817-1895)：参与创办《历史杂志》，著有《法国大革命时期的历史》、《威廉一世创建德意志帝国史》
- 約翰·古斯塔夫·德羅森：《普鲁士政治史》、《史学理论》
- 海因里希·馮·特賴茨克：《19世纪德国史》

## 腳註
1. ↑  Alexander Spirkin, , 由Sergei Syrovatkin翻译, Moscow: Progress Publishers, 1990  [15 January 2011], ISBN 978-5-01-002582-3First published in 1988, as “Основы философии”
2. ↑  Alexander Spirkin, , 由Sergei Syrovatkin翻译, Moscow: Progress Publishers, 1990  [15 January 2011], ISBN 978-5-01-002582-3First published in 1988, as “Основы философии”
3. ↑  Beiser 2011, p. 366.
4. ↑  Colin Cheyne, John Worrall (eds.), Rationality and Reality: Conversations with Alan Musgrave, Springer 2006, p. 266.
5. ↑  Beiser 2014, p. 133.